# Dakien

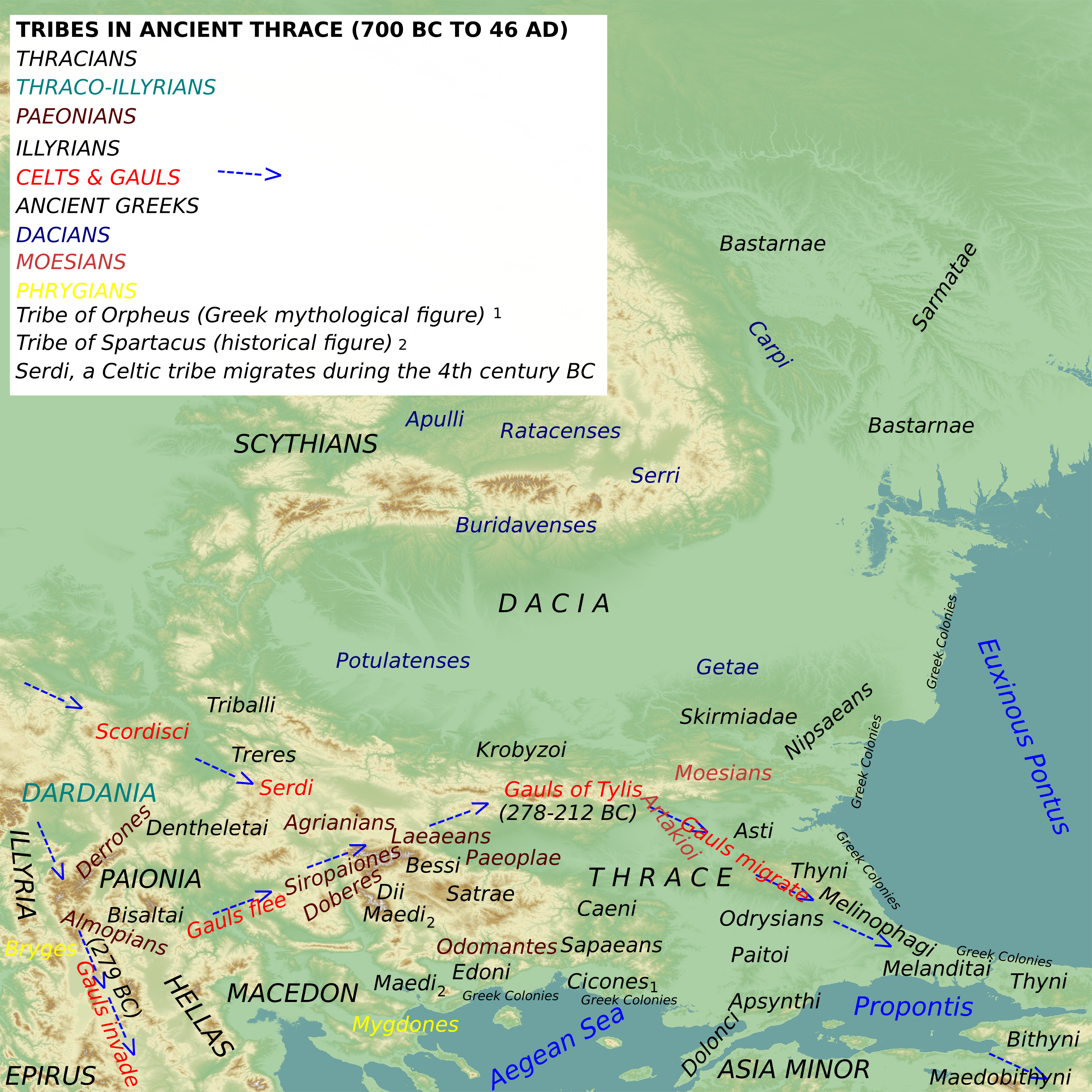
Dakische Verbände (in Blau) vor der römischen Eroberung

Römische Provinzen unter Trajan (117 n. Chr.)

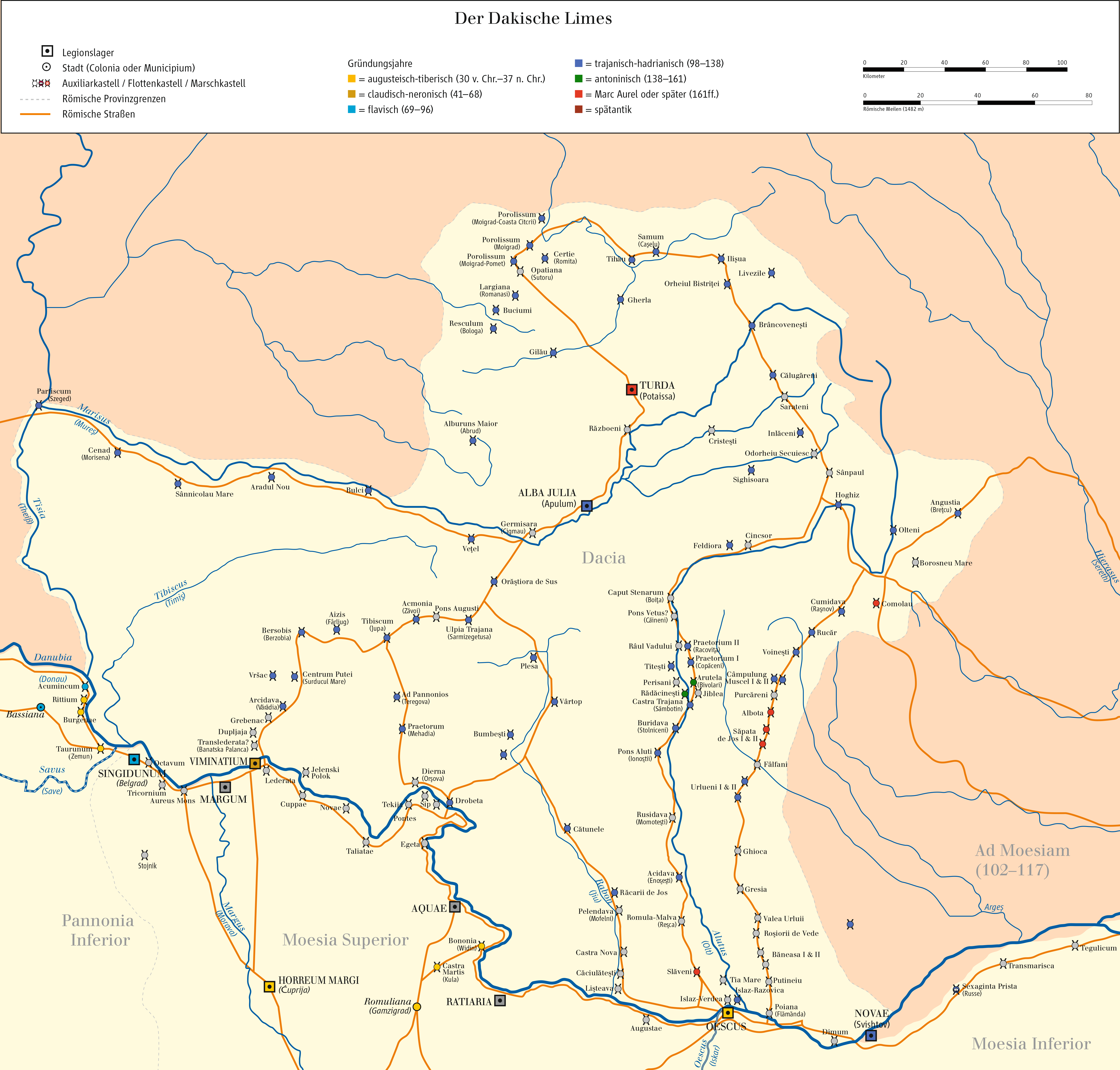
Die römischen Militäranlagen nach der Besetzung Dakiens.

Dakien, manchmal auch Dazien, (lateinisch Dacia) war seit den von Marcus Vipsanius Agrippa verfassten geographischen Werken nach römischer Auffassung eine von den Dakern bewohnte Landschaft. Von 106 bis in die frühen 270er Jahre waren auf dem Siedlungsgebiet im engeren Sinne Provinzen des Römischen Reiches im Norden der unteren Donau eingerichtet.

## Geografie
Der Name der Provinz Dakien beruht auf dem dort wohnhaften Volk der Daker, das zusammen mit den Geten das Gebiet der Provinz besiedelte.
Nach der Eroberung im Zuge der Dakerkriege durch Trajan im Jahr 106 wurde dem neu eroberten Gebiet die offizielle Bezeichnung Dacia verliehen. Kaiser Hadrian unterteilte sie um 118 in zwei Teile: Dacia superior und Dacia inferior. Fünf Jahre später ließ Hadrian erneut eine Teilung vornehmen und trennte von Dacia superior ein Gebiet ab, das als Dacia Porolissensis bezeichnet wurde. Von 167 bis 169 strukturierte Mark Aurel die Provinz wieder neu: Es gab nun Dacia Apulensis, Dacia Porolissensis und Dacia Malvensis. Diese Struktur blieb bis zum römischen Rückzug unter Aurelian bestehen. Hauptstadt war Colonia Ulpia Traiana Augusta Dacica Sarmizegetusa.
Begrenzt wurde die Provinz an fast allen Grenzen durch das Barbaricum. Nur im Süden grenzte die Provinz an Moesia. In späterer Zeit gab es auch eine kleine gemeinsame Grenze mit Pannonia. Die Grenzziehungen wurden meist durch Flussverläufe bestimmt: Im Süden die Donau, im Westen Tisa, Mureș und Criș. Insgesamt bestand Dakien größtenteils aus dem Gebiet des heutigen Rumäniens und Ungarns. 

## Dakien bis zur römischen Eroberung

### Frühe Erwähnungen bis König Burebista
Die Daker hatten bereits vor Christi Geburt die Schwelle einer traditionellen Kultur von Ackerbauern und Viehzüchtern überschritten. Neben einem hochentwickelten Kunsthandwerk, im Speziellen bemalte Keramik, hatten sich die Menschen auch auf Eisen-, Silber- und Goldverarbeitung spezialisiert. Die Menge an Münzfunden und Münzprägungen sowie die Aneignung zunächst der griechischen und später auch lateinischen Sprache lassen auf teilweise enge Kontakte mit den damals dominanten Kulturen Europas schließen. Bereits früh hatte sich im Bergland von Siebenbürgen bei Broos ein Machtzentrum gebildet, das starken Einfluss auf das Land besessen haben muss. Inwieweit Strukturen staatlicher Ordnung jedoch wirklich bestanden, ist in der Fachwelt umstritten. Zu Caesars Zeiten hatte der dakische König Burebista eine erste wirkliche Machtdemonstration gezeigt, als er seinen Einflussbereich zeitweise über die Nachbarstämme der Geten und Thraker ausdehnen konnte. Obwohl diese Expansion nach Burebistas Tod keinen Bestand hatte, erschienen die dakischen Möglichkeiten den Verantwortlichen des in unmittelbarer Nachbarschaft, am Südufer der Donau, angrenzenden Römischen Reiches als derart bedrohlich, dass wiederholt eine präventive militärische Zerschlagung der dakischen Machtstrukturen anvisiert wurde.

### Dakien als Nachbar des Römischen Reiches
Nach Burebista konnte über einen längeren Zeitraum nicht mehr von einem zentral regierten Dakien gesprochen werden. Verselbstständigte größere dako-getische Gruppen fielen immer wieder zu Plünderungen und Zerstörungen in die Grenzräume der mösischen Provinzen ein und die römischen Truppen waren gezwungen, in stellenweise massiven Gegenstößen die Ordnung wiederherzustellen. Eine Reaktion der dakischen Herrschaftsschicht auf die römische Präsenz war der umfangreiche militärstrategische Ausbau der Residenz Sarmizegetusa Regia mit dem dazugehörigen religiösen Zentrum im Bergland zwischen den Siebenbürger Westkarpaten und den Südkarpaten. Auch die Römer waren um Sicherungsmaßnahmen bemüht, so war um 20 n. Chr. die Ansiedlung der einwandernden sarmatischen Reiterkrieger der Jazygen im östlich und nördlich der Donau liegenden Barbaricum des pannonischen Beckens gefördert worden, um die Ostflanke der Provinz Pannonien zu entlasten. Die Römer hatten die Hoffnung, dass die Jazygen und später auch die im Banater Großraum siedelnden sarmatischen Roxolanen als östliche Nachbarn der Daker deren eventuelle Expansionswünsche und Übergriffe vor den Provinzgrenzen abfangen sollten. Doch die Sarmaten waren sehr unzuverlässige Bündnispartner, die zeitweilig nicht nur zu den erbittertsten Gegnern Roms zählten, sondern sich auch teilweise mit den Dakern verbündeten. Weitere Umsiedlungen von Transdanuviern im Zuge der römischen Strategie folgten. Kaiser Vespasian (69–79) verstärkte die Truppen Mösiens und ließ eine Donauflotte aufbauen. Zu den Anführern, die aus dieser Phase der dakischen Zersplitterung in den antiken Quellen bezeugt sind, gehören Cotiso und Scorylo.

### König Decebalus und die Donaukriege (85–89)
Im Winter 85/86 drangen starke dakische Kriegerhorden in Mösien ein und trafen die Römer völlig unerwartet. Ihr Statthalter, Gaius Oppius Sabinus, fiel im Kampf und die Angreifer konnten fast zügellos plündern und brandschatzen. Offensichtlich war für den regierenden Kaiser Domitian (81–96) nun der Zeitpunkt gekommen, zunächst den Gegner aus dem Land zu werfen und anschließend eine Strafexpedition auszusenden. Domitian begab sich selbst mit frischen Kräften nach Mösien, doch dauerten die Kämpfe gegen den hartnäckigen Gegner das ganze Jahr 86. Da der alte regierende dakische König Diupaneus die Folgen des römischen Einmarsches fürchtete, trat er zugunsten des Decebalus zurück. Mit diesem Mann kam eine politisch und militärisch hoch qualifizierte Persönlichkeit auf den Thron, die großes Verhandlungsgeschick und charismatische Züge trug. In der Zwischenzeit hatte auf römischer Seite der Prätorianerpräfekt Cornelius Fuscus die Leitung der Operationen übernommen. Seine Armee wurde von Decebalus jedoch vernichtend geschlagen. Ein Jahr später versuchte der Legat Tettius Julianus vom Banat aus nach Sarmizegetusa vorzustoßen, musste jedoch aufgrund von zu hohen Verlusten die Offensive abbrechen. Auch die Versuche des nachfolgenden Kaisers Nerva (96–98) Decebalus in die Knie zu zwingen, blieben erfolglos.

## Dakien als römische Provinz

### Geschichte

Die römische Provinz Dacia in der Zeit zwischen Kaiser Trajan (106) bis zur Räumung der Provinz

Erst der römische Kaiser Trajan (98–117) konnte nach einem blutigen Krieg (101–102) die dakischen Kräfte zerschlagen. Der bereits von Trajan, bedingt durch die dakischen Niederlagen von 98 zum Klientelkönig gemachte Decebalus versuchte, seine Getreuen zu einem Racheschlag zu sammeln. Trajan reagierte mit einem heftigen Angriff (105–106), an dessen Ende der auf der Flucht befindliche Decebalus Selbstmord beging und die Eroberung der dakischen Gebiete stand (siehe Dakerkriege). In einem auf den 11. August 106 datierten Militärdiplom (in Porolissum gefunden) wird Dacia als römische Provinz genannt. Die von Trajan nach Rom geschleppte Kriegsbeute soll 331 Tonnen Silber und 165 Tonnen Gold betragen haben, eine höchst willkommene Finanzspritze, die unter anderem für den Bau des Trajansforums genutzt wurde.
Mit Ausnahme der Markomannenkriege des Mark Aurel blieb die Provinz weitestgehend friedlich, bis ab den 230er Jahren während der sogenannten Reichskrise des 3. Jahrhunderts die außenpolitische Situation des Römischen Reiches wieder schlechter wurde und einige feindliche Angriffe auch die Provinz Dakien betrafen. Schließlich gab die römische Reichsverwaltung die dakischen Provinzen auf und zog das Verwaltungspersonal sowie die Truppen auf die Donaugrenze zurück. Diese Maßnahme wird in einigen antiken Quellen Kaiser Gallienus (regierte 260–268), in anderen Kaiser Aurelian (regierte 270–275) und in wieder anderen beiden Herrschern zugleich zugeschrieben. In der modernen Forschung ist umstritten, welcher Version der Vorzug gegeben werden sollte. Vor dem Hintergrund der tiefgreifenden Neustrukturierung der römischen Armee unter Gallienus wäre es denkbar, dass dieser zumindest Teile des dakischen Limes aufgab, um eine tiefer gestaffelte Grenzverteidigung mit mobileren Heeresverbänden aufbauen zu können. Aurelian dürfte diese Politik dann konsequent fortgesetzt und die römischen Soldaten und Beamten komplett aus den Gebieten nördlich der Donau abgezogen haben. Da Aurelian und sein Vorgänger Claudius Gothicus zuvor einige Siege über die Goten, die hauptsächliche Bedrohung der römischen Donauprovinzen in dieser Zeit, errungen hatten, konnte der Kaiser die Räumung aus einer Position der relativen Stärke anordnen. Vermutlich erfolgte sie vor dem Hintergrund, dass die lange Landgrenze Dakiens die in dieser Zeit stärker beanspruchten militärischen Ressourcen Roms unnötig band, während die Donaugrenze eine leicht zu handhabende starke natürliche Grenze bildete. Um den Verzicht auf die dakischen Provinzen weniger offensichtlich zu machen, entstanden stattdessen zwei neue Provinzen südlich der Donau, die den Namen Dacia trugen. Als frühester Beleg für die beiden Provinzen wird oft eine Inschrift aus dem Jahr 283 genannt, deren Lesung jedoch unsicher ist.
Mit dem Rückzug auf die Donaugrenze wurde von den Römern auch die Trajansbrücke zerstört, die zuvor die längste Brücke der antiken Welt gewesen war. Stark umstritten ist, ob die römisch geprägte und Latein sprechende Zivilbevölkerung der Provinz ebenfalls mehrheitlich das Provinzgebiet verließ. Während der Wortlaut der antiken Quellen für diese Annahme spricht, ist insbesondere die rumänische Forschung der Ansicht, dass die „Romanen“ auch nach den 270er Jahren in Dakien verblieben und die direkten Vorfahren der später dort siedelnden Rumänen darstellen (sogenannte Dako-romanische Kontinuitätstheorie).
Unter Konstantin I. (regierte 306–337) wurden Teile Dakiens zeitweilig wieder zurückerobert; diese gingen jedoch bald wieder verloren bzw. man kehrte zu Aurelians Strategie zurück, das militärisch unhaltbare Gebiet lieber als Pufferzone zu belassen. Dennoch gab es auch später noch Provinzen mit Namen Dakien (beispielsweise Dacia Mediterranea und Dacia Ripensis), die aber allesamt südlich der Donau lagen. Auch die Dioecesis Daciae, eine mittlere Verwaltungseinheit Ostroms, umfasste nur noch geringe Teile der ursprünglichen Provinz.

### Verwaltung und Militär
Nach der Beendigung des ersten trajanischen Dakerkrieges 102 wurden die eroberten Gebiete zunächst militärisch verwaltet; ab 106 wurde Dakien als kaiserliche Provinz anerkannt. Dies bedeutete, dass der Kaiser selbst die Statthalter aus den Reihen des Senats rekrutierte. Die in Dakien stationierten Truppen unterstanden sowohl dem Befehl des Kaisers als auch dem des Statthalters.
Während des Barbarenansturms der Jahre 117 und 118 wurde in Rom erwogen, Dakien aufzugeben und sich wieder hinter die besser zu verteidigende Donau zurückzuziehen. Hadrian entschied sich allerdings dagegen, da er die dakischen Bodenschätze sowie die strategische Bedeutung der Provinz für zu wichtig erachtete. Als Reaktion auf die Kämpfe leitete er jedoch eine Neuorganisierung der Provinzverwaltung ein, da die bisherige Strukturierung den heftigen Kämpfen nicht gewachsen war: Die im Süden an der Donau gelegenen Länder wurden in der Provinz Dacia inferior (Niederdakien) zusammengefasst, wohingegen die nördlichen dakischen Gebiete zu Dacia superior (Oberdakien) wurden. Als später auch noch Dacia Porolissensis entstand, existierten nun drei voneinander unabhängige Provinzen mit Oberdakien als der höchstrangigen, die jedoch militärisch eng kooperierten.
Als Dakien 168 erneut unter einem heftigen Ansturm germanischer Stämme zu leiden hatte, erkannte Kaiser Mark Aurel, dass ein einheitliches Kommando dringend benötigt wurde. Also ließ er die Grenzen neu ziehen (in Dacia Apulensis, Dacia Porolissensis und Dacia Malvensis). Die neuen Gebiete wurden einheitlich wieder in der Provinz tres Daciae unter einem einzigen Statthalter zusammengefasst; die einzelnen Provinzteile spielten hauptsächlich steuertechnisch eine Rolle.
Militärisch wurde Dakien durch zwei Legionen, der V Macedonica (Sitz: Potaissa, das heutige Turda), sowie der XIII Gemina (Sitz: Apulum, das heutige Alba Iulia) abgesichert. Zusätzlich standen zahlreiche Hilfstruppen an den Grenzen zu den barbarischen Gebieten. Insgesamt wird die Anzahl der in Dakien stationierten Soldaten auf etwa 30.000 geschätzt.

### Wirtschaft
Während seiner Besatzung war Dakien für die Römer stets ein wichtiger wirtschaftlicher Standort. Dies begründete sich vor allem auf zahlreiche Bodenschätze sowie eine florierende Landwirtschaft. Aus unzähligen Bergwerken bezogen die Römer neben großen Mengen an Gold und Silber – die später äußerst wichtig für die römische Münzprägung wurden – Blei, Kupfer, Eisen, Marmor und Salz. Ein weiterer wichtiger Posten war die florierende dakische Land- und Forstwirtschaft; so wurde viel Holz, Wolle, Vieh, Häute etc. exportiert. Importe dürften hauptsächlich Olivenöl, Wein, Luxuswaren und ähnliches gewesen sein. Der florierende Handel, der meist über die Donau abgewickelt wurde, lag vermutlich größtenteils in der Hand von Kaufleuten aus dem Orient. Doch vor allem die Produktion an Edelmetallen machte die Provinz sehr wichtig auch für die Politik. So ist zu vermuten, dass beim römischen Rückzug in den 270er Jahren der Großteil der Ressourcen bereits erschöpft war, da anderenfalls Aurelian diese niemals aufgegeben hätte.

## Spätantike und frühmittelalterliche Entwicklungen
Nach dem römischen Rückzug blieb das Gebiet ein umkämpftes Grenzland zwischen verschiedenen Völkern. Im Gebiet des heutigen Rumäniens entstanden zahlreiche Befestigungen, darunter auch spätantike und frühmittelalterliche Wallburgen, die hauptsächlich zwischen dem 9. und 11. Jahrhundert errichtet wurden. Die Region war von Völkerwanderungen und politischen Umbrüchen geprägt, wobei verschiedene Gruppen wie Sarmaten, Alanen, Goten und später Slawen Einfluss nahmen. Die Frage, ob nach dem Rückzug der Römer weiterhin eine dakisch-römische Bevölkerung im Gebiet der ehemaligen Provinz Dacia ansässig blieb, ist unter Historikern umstritten. In der aktuellen Forschung überwiegt die Ansicht, dass die Ursprünge der heutigen Rumänen vor allem auf Zuwanderer aus südlich der Donau ab dem 9. Jahrhundert sowie auf die spätere Vermischung mit weiteren Bevölkerungsgruppen im Mittelalter zurückgehen.